# جاي بي برينس
جاي بي برينس (بالإنجليزية: J. P. Prince)‏ مواليد 14 يوليو 1987 في جاكسون، هو لاعب كرة سلة أمريكي. بدأ مسيرته الاحترافية في سنة 2010. يلعب مع أورليان لواريت في الدوري الفرنسي لكرة السلة الدرجة الأولى. يحمل الرقم 30. يبلغ طوله 6 قدم 8 بوصة (2.0 م).

## المسيرة الاحترافية
لعب مع تورو زغورجيلتس في موسم 2013–2014، ثم لعب مع نادي أوستند لكرة السلة في موسم 2014–2015، ثم لعب مع شوليه باسكت في الدوري الفرنسي في موسم 2015–2016، ثم لعب مع طرابزون سبور لكرة السلة في الدوري التركي في سنة 2016، ثم لعب مع أورليان لواريت في الدوري الفرنسي في سنة 2017.

## روابط خارجية
- جاي بي برينس على موقع الدوري الأوروبي لكرة السلة (الإنجليزية)
- جاي بي برينس على موقع كرة السلة الأوروبية.كوم (الإنجليزية)
- جاي بي برينس على موقع كلية كرة السلة في سبورتس رفرنس.كوم (الإنجليزية)
- جاي بي برينس على موقع ريلجم (الإنجليزية)
- جاي بي برينس على موقع سبورتس رفرنس (الإنجليزية)